# Marsi

Volkeren in Latium (5e eeuw v.Chr.)

De Marsi (Oudgrieks: Μάρσοι) waren een oude volksstam van de Sabelli op de grens met Latium, op een hoge vlakte tussen de Apennijnen, rondom het meer Fucinus, tussen de Liris en Aternus. 

## Hoofdstad
Hun hoofdstad Marruvium (het huidige San Benedetto dei Marsi) lag aan de oostelijke oever van het meer Fucinus.

## Geschiedenis
Met de andere stammen van de Sabelli (Peligni, Vestini, Marrucini e.a.) waren zij meestal samen met de Samnieten tegen de Romeinen in oorlog (Samnitische oorlogen, vanaf 308 v.Chr.), totdat zij in 304 v.Chr. tot een bondgenootschap met Rome werden gedwongen (socii).
In 91 v.Chr. stelden zij zich echter weer aan het hoofd van het bondgenootschap tegen Rome, in de zogenaamde Bondgenotenoorlog (bellum sociorum of Marsicum bellum).

## Cultuur
De Marsi stonden bekend als zeer dapper. Zij waren ook beroemd om hun kennis van de genezende kracht van de planten en kruiden van hun bergen en stonden bekend als goede wondhelers.
Daarnaast stonden ze bekend als slangenbezweerders en ook als tovenaars (vandaar dat Marsa naenia ook wel "toverspreuk" betekent). Vandaar dat men zei dat zij als tovenaars van (een zoon van) Circe afstammen en in hun kunst door Medea waren onderwezen.

### Taal
Zij spraken een Oskisch-Umbrische taal, die tevens Marsi wordt genoemd.